# Чэнь Ситун
Чэнь Ситун (кит. трад. 陈希同, упр. Chén Xītóng; 10 июня 1930, Аньюэ, провинция Сычуань, Китайская Республика — 2 июня 2013 Пекин, КНР) — китайский политик, член Политбюро ЦК КПК и секретарь Пекинского городского комитета КПК (1992—1995), член Госсовета КНР (1988–1993), мэр Пекина (1983-1993, вице- с 1979).
Член КПК с 1949 г., член ЦК КПК с 12 созыва, член Политбюро ЦК КПК 14-го созыва (исключён в 1995 году). Исключён из партии в сентябре 1997 г.

## Биография
Окончил Пекинский университет, где изучал китайскую литературу. Сделал карьеру чиновника в Пекине.
В 1973—1979 гг. секретарь Чанпинского райкома КПК г. Пекина. С 1979 года вице-мэр Пекина.
С апреля 1983 года по январь 1993 года мэр Пекина. Также член Госсовета КНР (1988–1993). С 1992 по 1995 год член Политбюро ЦК и секретарь Пекинского городского комитета КПК.
В мемуарах бывшего генерального секретаря ЦК КПК Чжао Цзыяна, опубликованных посмертно в 2009 г., утверждается, что во время событий на площади Тяньаньмэнь (1989) Чэнь Ситун выступил единым фронтом с премьером Ли Пэном и секретарем Пекинского городского комитета КПК Ли Симином, убеждая Дэн Сяопина что протесты угрожают ему и партии. Сам Чэнь Ситун впоследствии утверждал, что в то время не был вовлечён в процесс принятия решений. В любом случае, считается, что политик сыграл немаловажную роль в принятии Дэн Сяопином решения о силовом варианте.
На V пленуме ЦК КПК в сентябре 1995 г. был выведен из состава Политбюро и ЦК КПК, затем лишен депутатского звания по обвинению в коррупции. 10 сентября 1997 г. исключен из КПК.
31 июля 1998 года Пекинским народным судом высшей ступени он был приговорен к 16 годам тюремного заключения по обвинению в коррупции и нарушении служебного долга: было установлено, что политик брал взятки и оказался причастен к расхищению более двух млрд долларов государственных средств. Как пишет в некрологе британская «The Independent», он строил роскошные виллы, где устраивал шикарные вечеринки и имел любовниц, которых осыпал подарками и владениями.
Примечательный факт: утверждают, что конфискованные у него после ареста почти 8 млн долларов были присвоены сотрудниками Управления по борьбе с коррупцией, деятельность которых пришлось затем расследовать.
В 2006 году он был освобождён на поруки для прохождения курса лечения.
Умер от рака.
Ещё в университете женился на дочери профессора, двое сыновей.